# Lista domnilor Țării Românești
Aceasta este o listă a domnilor Țării Românești, de la prima mențiune a unui regim politic medieval situat între Carpații Meridionali și fluviul Dunărea, până la unirea cu Moldova în 1859, care a dus la crearea României.
Stăpânirea dinastică este greu de atribuit, având în vedere definiția tradițională liberă a familiei conducătoare. În principiu, prinții erau aleși din orice ramură a familiei, inclusiv fiii bastarzi ai unui domnitor anterior, fiind definiți ca os de domn, „de măduvă voievod”, sau ca având eregie, „ereditate ” (din latinescul hereditas); instituțiile însărcinate cu alegerea, dominate de boieri, aveau grade fluctuante de influență. Sistemul în sine a fost contestat de uzurpatori și a devenit învechit odată cu epoca fanariotă, când conducătorii au fost numiți de sultanii otomani; între 1821 și 1878 (data independenței României) au fost puse în practică diverse sisteme care îmbină alegerea și numirea. Domnitorii valahi, ca și domnitorii moldoveni, purtau titlurile de voievod („duce”) sau/și hospodar („domn, stăpân”); când se scria în română se folosea termenul Domn (din latinescul dominus).
Majoritatea conducătorilor nu au folosit forma numelui cu care sunt citați, iar mulți au folosit mai mult de o formă a numelui lor; în unele cazuri, domnitorul a fost menționat doar în surse străine. Numele complete sunt fie versiuni moderne, fie cele bazate pe mențiuni în diverse cronici.

## Listă

### Dinastia Basarabilor
| Portret | Nume                                   | Familie            | Domnie    |
| ------- | -------------------------------------- | ------------------ | --------- |
|         | Basarab I „Întemeietorul”              | Basarab            | 1310–1352 |
|         | Nicolae Alexandru                      | Basarab            | 1352–1364 |
|         | Vladislav I                            | Basarab            | 1364–1377 |
|         | Radu I                                 | Basarab            | 1377–1383 |
|         | Dan I                                  | Basarab-Dănești    | 1383–1386 |
|         | Mircea I „cel Bătrân”                  | Basarab            | 1386–1394 |
|         | Vlad I „Uzurpatorul”                   | Basarab-Dănești    | 1394–1397 |
|         | Mircea I „cel Bătrân”                  | Basarab            | 1397–1418 |
|         | Mihail I                               | Basarab            | 1418–1420 |
|         | Radu al II-lea „Praznaglava”           | Basarab            | 1420–1422 |
|         | Dan al II-lea                          | Basarab-Dănești    | 1422–1426 |
|         | Radu al II-lea „Praznaglava”           | Basarab            | 1426–1427 |
|         | Dan al II-lea                          | Basarab-Dănești    | 1427–1431 |
|         | Alexandru I Aldea                      | Basarab            | 1431–1436 |
|         | Vlad al II-lea „Dracul”                | Basarab-Drăculești | 1436–1442 |
|         | Mircea al II-lea „cel Tânăr”           | Basarab-Drăculești | 1442–1442 |
|         | Basarab al II-lea                      | Basarab-Dănești    | 1442–1443 |
|         | Vlad al II-lea „Dracul”                | Basarab-Drăculești | 1443-1447 |
|         | Mircea al II-lea „cel Tânăr”           | Basarab-Drăculești | 1446–1447 |
|         | Vladislav al II-lea                    | Basarab-Dănești    | 1447–1448 |
|         | Vlad al III-lea „Țepeș”                | Basarab-Drăculești | 1448      |
|         | Vladislav al II-lea                    | Basarab-Dănești    | 1448–1456 |
|         | Vlad al III-lea „Țepeș”                | Basarab-Drăculești | 1456–1462 |
|         | Radu al III-lea „cel Frumos”           | Basarab-Drăculești | 1462–1473 |
|         | Basarab al III-lea Laiotă „cel Bătrân” | Basarab-Dănești    | 1473      |
|         | Radu al III-lea „cel Frumos”           | Basarab-Drăculești | 1473–1474 |
|         | Basarab al III-lea Laiotă „cel Bătrân” | Basarab-Dănești    | 1474      |
|         | Radu al III-lea „cel Frumos”           | Basarab-Drăculești | 1474      |
|         | Basarab al III-lea Laiotă „cel Bătrân” | Basarab-Dănești    | 1474–1474 |
|         | Radu al III-lea „cel Frumos”           | Basarab-Drăculești | 1474–1475 |
|         | Basarab al III-lea Laiotă „cel Bătrân” | Basarab-Dănești    | 1475–1476 |
|         | Vlad al III-lea „Țepeș”                | Basarab-Drăculești | 1476      |
|         | Basarab al III-lea Laiotă „cel Bătrân” | Basarab-Dănești    | 1476–1477 |
|         | Basarab al IV-lea „cel Tânăr Țepeluș”  | Basarab-Dănești    | 1477–1481 |
|         | Mircea al III-lea „Dracul”             | Basarab-Drăculești | 1481      |
|         | Vlad al IV-lea „Călugărul”             | Basarab-Drăculești | 1481      |
|         | Basarab al IV-lea „cel Tânăr Țepeluș”  | Basarab-Dănești    | 1481–1482 |
|         | Vlad al IV-lea „Călugărul”             | Basarab-Drăculești | 1482–1495 |
|         | Radu al IV-lea „cel Mare”              | Basarab-Drăculești | 1495–1508 |
|         | Mihnea I „cel Rău”                     | Basarab-Drăculești | 1508–1509 |
|         | Mircea al III-lea „Dracul”             | Basarab-Drăculești | 1509–1510 |
|         | Vlad al V-lea „cel Tânăr”              | Basarab-Drăculești | 1510–1512 |

### Dinastia Craioveștilor
| Portret | Nume                              | Familie    | Domnie    |
| ------- | --------------------------------- | ---------- | --------- |
|         | Neagoe Basarab al V-lea           | Craiovești | 1512–1521 |
|         | Teodosie (Doamna Despina regentă) | Craiovești | 1521–1522 |

### Dinastia Basarabilor (din nou)
| Portret | Nume                                                      | Familie            | Domnie    |
| ------- | --------------------------------------------------------- | ------------------ | --------- |
|         | Radu al V-lea „de la Afumați”                             | Basarab-Drăculești | 1522–1523 |
|         | Vladislav al III-lea                                      | Basarab-Dănești    | 1523      |
|         | Radu al IV-lea Bădica                                     | Basarab-Drăculești | 1523–1524 |
|         | Radu al V-lea „de la Afumați”                             | Basarab-Drăculești | 1524      |
|         | Vladislav al III-lea                                      | Basarab-Dănești    | 1524      |
|         | Radu al V-lea „de la Afumați”                             | Basarab-Drăculești | 1524–1525 |
|         | Vladislav al III-lea                                      | Basarab-Dănești    | 1525      |
|         | Radu al V-lea „de la Afumați”                             | Basarab-Drăculești | 1525–1529 |
|         | Basarab al VI-lea                                         |                    | 1529      |
|         | Moise                                                     | Basarab-Dănești    | 1529–1530 |
|         | Vlad al VI-lea „Înecatul”                                 | Basarab-Drăculești | 1530–1532 |
|         | Vlad al VII-lea Vintilă „de la Slatina”                   | Basarab-Drăculești | 1532–1535 |
|         | Radu al VII-lea Paisie                                    | Basarab-Drăculești | 1535–1545 |
|         | Mircea al VII-lea „Ciobanul”                              | Basarab-Drăculești | 1545–1552 |
|         | Radu al VIII-lea Ilie „Haidăul”                           | Basarab-Drăculești | 1552–1553 |
|         | Mircea al VII-lea „Ciobanul”                              | Basarab-Drăculești | 1553–1554 |
|         | Pătrașcu „cel Bun”                                        | Basarab-Drăculești | 1554–1558 |
|         | Mircea al VII-lea „Ciobanul”                              | Basarab-Drăculești | 1558–1559 |
|         | Petru I „cel Tânăr” (Doamna Chiajna regentă până în 1564) | Basarab-Drăculești | 1559–1568 |
|         | Alexandru al II-lea Mircea                                | Basarab-Drăculești | 1568–1574 |
|         | Vintilă                                                   | Basarab-Drăculești | 1574      |
|         | Alexandru al II-lea Mircea                                | Basarab-Drăculești | 1574–1577 |
|         | Mihnea al II-lea „Turcitul” (Doamna Ecaterina regentă)    | Basarab-Drăculești | 1574–1583 |
|         | Petru al II-lea „Cercel”                                  | Basarab-Drăculești | 1583–1585 |
|         | Mihnea al II-lea „Turcitul”                               | Basarab-Drăculești | 1585–1591 |

### Diverse dinastii
| Portret | Nume                           | Familie            | Domnie    |
| ------- | ------------------------------ | ------------------ | --------- |
|         | Ștefan „Surdul”                | Mușat              | 1591–1592 |
|         | Alexandru al III-lea „cel Rău” | Mușat              | 1592–1593 |
|         | Mihai Viteazul                 | Basarab-Drăculești | 1593–1600 |
|         | Nicolae Pătrașcu               | Basarab-Drăculești | 1599–1600 |
|         | Simion Movilă                  | Movilă             | 1600–1601 |
|         | Radu al IX-lea Mihnea          | Basarab-Drăculești | 1601–1602 |
|         | Simion Movilă                  | Movilă             | 1602      |
|         | Radu al X-lea Șerban           | Craiovești         | 1602–1610 |
|         | Radu al IX-lea Mihnea          | Basarab-Drăculești | 1611      |
|         | Radu al X-lea Șerban           | Craiovești         | 1611      |
|         | Radu al IX-lea Mihnea          | Basarab-Drăculești | 1611–1616 |
|         | Gavril Movilă                  | Movilă             | 1616      |
|         | Alexandru al IV-lea Iliaș      | Mușat              | 1616–1618 |
|         | Gavril Movilă                  | Movilă             | 1618–1620 |
|         | Radu al IX-lea Mihnea          | Basarab-Drăculești | 1620–1623 |
|         | Alexandru al V-lea „Coconul”   | Basarab-Drăculești | 1623–1627 |
|         | Alexandru al IV-lea Iliaș      | Mușat              | 1627–1629 |
|         | Leon Tomșa                     |                    | 1629–1632 |
|         | Radu al XI-lea Iliaș           | Mușat              | 1632      |
|         | Matei Basarab                  | Brâncovenești      | 1632–1654 |
|         | Constantin Șerban              | Craiovești         | 1654–1658 |
|         | Mihnea al III-lea Radu         | Basarab-Drăculești | 1658–1659 |

### Stăpânirea pre-fanariotă
| Portret | Nume                   | Familie       | Domnie    |
| ------- | ---------------------- | ------------- | --------- |
|         | Gheorghe Ghica         | Ghica         | 1659–1660 |
|         | Grigore I Ghica        | Ghica         | 1660–1664 |
|         | Radu Leon              |               | 1664–1669 |
|         | Antonie „din Popești”  |               | 1669–1672 |
|         | Grigore I Ghica        | Ghica         | 1672–1673 |
|         | Gheorghe Duca          | Ducas         | 1673–1678 |
|         | Șerban Cantacuzino     | Cantacuzino   | 1678–1688 |
|         | Constantin Brâncoveanu | Brâncovenești | 1688–1714 |
|         | Ștefan Cantacuzino     | Cantacuzino   | 1714–1715 |

### Stăpânirea fanariotă
| Portret | Nume                                                                                   | Familie     | Domnie     |
| ------- | -------------------------------------------------------------------------------------- | ----------- | ---------- |
|         | Nicolae Mavrocordat                                                                    | Mavrocordat | 1715–1716  |
|         | – Ocupație Habsburgică                                                                 |             | 1716       |
|         | Ioan Mavrocordat                                                                       | Mavrocordat | 1716–1719  |
|         | Nicolae Mavrocordat                                                                    | Mavrocordat | 1719–1730  |
|         | Constantin Mavrocordat                                                                 | Mavrocordat | 1730       |
|         | Mihai Racoviță                                                                         | Racoviță    | 1730–1731  |
|         | Constantin Mavrocordat                                                                 | Mavrocordat | 1731–1733  |
|         | Grigore al II-lea Ghica                                                                | Ghica       | 1733–1735  |
|         | Constantin Mavrocordat                                                                 | Mavrocordat | 1735–1741  |
|         | Mihai Racoviță                                                                         | Racoviță    | 1741–1744  |
|         | Constantin Mavrocordat                                                                 | Mavrocordat | 1744–1748  |
|         | Grigore al II-lea Ghica                                                                | Ghica       | 1748–1752  |
|         | Matei Ghica                                                                            | Ghica       | 1752–1753  |
|         | Constantin Racoviță                                                                    | Racoviță    | 1753–1756  |
|         | Constantin Mavrocordat                                                                 | Mavrocordat | 1756–1758  |
|         | Scarlat Grigore Ghica                                                                  | Ghica       | 1758–1761  |
|         | Constantin Mavrocordat                                                                 | Mavrocordat | 1761–1763  |
|         | Constantin Racoviță                                                                    | Racoviță    | 1763–1764  |
|         | Ștefan Racoviță                                                                        | Racoviță    | 1764–1765  |
|         | Scarlat Grigore Ghica                                                                  | Ghica       | 1765–1766  |
|         | Alexandru Scarlat Ghica                                                                | Ghica       | 1766–1768  |
|         | – Ocupație rusească                                                                    |             | 1768       |
|         | Grigore al III-lea Ghica                                                               | Ghica       | 1768–1769  |
|         | – Ocupație rusească                                                                    |             | 1769–1770  |
|         | Manole Giani Ruset                                                                     | Rosetti     | 1770–1771  |
|         | Alexandru Ipsilanti                                                                    | Ipsilanti   | 1774–1782  |
|         | Nicolae Caragea                                                                        | Caragea     | 1782–1783  |
|         | Mihai Suțu                                                                             | Suțu        | 1783–1786  |
|         | Nicolae Mavrogheni                                                                     | Mavrogheni  | 1786– 1789 |
|         | – Ocupație Habsburgică                                                                 |             | 1789–1790  |
|         | Mihai Suțu                                                                             | Suțu        | 1791–1793  |
|         | Alexandru Moruzi                                                                       | Moruzi      | 1793–1796  |
|         | Alexandru Ipsilanti                                                                    | Ipsilanti   | 1796–1797  |
|         | Constantin Hangerli                                                                    | Hangerli    | 1797–1799  |
|         | Alexandru Moruzi                                                                       | Moruzi      | 1799–1801  |
|         | Mihai Suțu                                                                             | Suțu        | 1801–1802  |
|         | Alexandru Suțu                                                                         | Suțu        | 1802       |
|         | Constantin Ipsilanti                                                                   | Ipsilanti   | 1802–1806  |
|         | – Ocupație rusească                                                                    |             | 1806–1812  |
|         | Ioan Caragea                                                                           | Caragea     | 1812–1818  |
|         | – Caimacam: Grigore Brâncoveanu, alături de Barbu Văcărescu, Grigore Ghica și Samurcaș |             | 1818       |
|         | Alexandru Suțu                                                                         | Suțu        | 1818–1821  |

### Perioada post-fanariotă
| Portret | Nume                                                                            | Familie    | Domnie    |
| ------- | ------------------------------------------------------------------------------- | ---------- | --------- |
|         | Scarlat Callimachi                                                              | Callimachi | 1821      |
|         | Tudor Vladimirescu                                                              |            | 1821      |
|         | Grigore al IV-lea Ghica                                                         | Ghica      | 1822–1828 |
|         | – Ocupație rusească                                                             |            | 1828–1834 |
|         | Alexandru Dimitrie Ghica                                                        | Ghica      | 1834–1842 |
|         | Gheorghe Bibescu                                                                | Bibescu    | 1842–1848 |
|         | – Guvernul Provizoriu                                                           |            | 1848      |
|         | – Locotenența domnească: Christian Tell, Ion Heliade Rădulescu, Nicolae Golescu |            | 1848      |
|         | – Ocupație rusească și otomană                                                  |            | 1848–1851 |
|         | Caimacam: Constantin Cantacuzino                                                |            | 1848      |
|         | Barbu Știrbei                                                                   | Știrbei    | 1848–1853 |
|         | – Ocupație rusească                                                             |            | 1853–1854 |
|         | – Ocupație otomană                                                              |            | 1854      |
|         | – Ocupație austriacă                                                            |            | 1854–1856 |
|         | Barbu Știrbei                                                                   | Știrbei    | 1854–1856 |
|         | Caimacam: Alexandru Dimitrie Ghica                                              |            | 1856–1858 |
|         | Caimacam: Ioan Manu, Emanoil Băleanu, Ioan Al. Filipescu                        |            | 1858–1859 |
|         | Alexandru Ioan Cuza                                                             |            | 1859–1862 |

### Principatele Unite Române
| Portret                                              | Nume                              | Familie                  | Domnie    |
| ---------------------------------------------------- | --------------------------------- | ------------------------ | --------- |
|                                                      | Alexandru Ioan Cuza               |                          | 1862–1866 |
|                                                      | Carol de Hohenzollern-Sigmaringen | Hohenzollern-Sigmaringen | 1866–1881 |
| Pentru conducătorii următori, vedeți Regii României. |                                   |                          |           |